# Amina Boschetti
Giacomina, Anisa Boschetti (Milà, 1836 - Portici, 1881) fou una cèlebre actriu, ballarina i coreògrafa italiana.
Filla d'un oficial de l'exèrcit austríac, va tenir una excel·lent educació literària i artística, com va desmostrar al llarg de la seva vida. Des de petita mostrà brillants disposicions per a la dansa. Mercès a la protecció de Marie Taglioni i la Fanny Cerrito, desenvolupà rols de nena en diversos ballets, i a l'edat de dotze anys entrà en l'Escola del Teatre de La Scala de Milà, on va esdevenir prima ballerina. Va estrenar Flick und Flocks Abenteur a la seva reposició per a Milà, el 1862. Va recórrer triomfalment els primers teatres d'Itàlia, restà una temporada a Barcelona, després va ballar a Viena, a Londres i en l'Òpera de París, al costat de les famoses Angelina Fioretti, Guglielmina Salvioni i Nadejda Bagdanoff, on debutà amb el ball Maschera ou les nuits de Venise el 1864, que va merèixer una bona acollida. Va construir un teatre a Portici, a prop de Nàpols, per a acostar la cultura a públics que d'altra manera no hi tenien accés. En 1873 va tornar a l'escenari, gràcies a la insistència dels seus fans, actuant per tot Itàlia. Es va dedicar també a la coreografia. La crítica la considerà "sublim tant a la dansa com a la mímica". Morí d'un atac al cor.